# Aiolomorphus
Aiolomorphus is een geslacht van vliesvleugeligen uit de familie Eurytomidae. De wetenschappelijke naam van dit geslacht is voor het eerst geldig gepubliceerd in 1871 door Walker.

## Soorten
Het geslacht Aiolomorphus is monotypisch en omvat slechts de volgende soort:
- Aiolomorphus rhopaloides Walker, 1871